# Pablita Abeyta
Pablita Abeyta (Ta-Nez-Bah, en idioma navajo) fue una escultora, y activista navajo de Nuevo México, EE. UU. Abeyta es la hija mayor del artista Narciso Abeyta.

## Primeros años
Pablita Abeyta es aborigen de Nuevo México. Ambos padres son artistas; su madre Narciso Abeyta. Era una entre siete hermanos. Cada niño tenía una habilidad artística, que van desde la tejeduría, escultura, a pintura. A cada niño les asignaron un nombre medio, con el objetivo de mantenerlos conectados a su herencia originaria. Entonces su nombre navajo "Ta-Nez-Bah" se traduce como "Quien completa un círculo."

## Carrera

### Activismo
En 1983, obtuvo su Master en Asuntos Públicos por la Universidad de Nuevo México. Luego de obtener el grado, fue lobista para la Oficina Navajo Nation Washington D. C. En esa función para la Nación Navajo, coordinó esfuerzos nacionales para asegurar la aprobación de enmiendas relacionadas con los pueblos indígenas, como las leyes Safe Drinking Water Act, Clean Water Act, y la Superfund. 
De 1986 a 1988, Abeyta fue asistente legislativa para Ben Nighthorse Campbell (1933, hijo de cheyenne y portuguesa). Dejó la oficina de Campbell en 1988 para unirse al Bureau of Indian Affairs. En 1991, fue enlace del Congreso para el Museo Nacional de los Indios Americanos (NMAI por su acrónimo en inglés). En la NMAI monitoreó los fondos previstos, y participó en la obtención de fondos para el museo. También trabajó en la elaboración de propuestas relacionadas con las repatriaciones culturales. También se desempeñó como asistente especial del director del museo.

### Arte
Como artista, Abeyta ha creado esculturas que han sido descriptas como "suave, redondeado y sensual." Su obra se halla en numerosas colecciones privadas y públicas, incluidas las de John McCain, Daniel Inouye, NMAI y en el Museo Nacional de Historia Natural del Instituto Smithsoniano.